# Georges-Jacques Danton
Georges Jacques Danton, francoski politik in revolucionar, * 28. oktober 1759, Arci-sur-Aube, Šampanja-Ardeni, Francija, † 5. april 1794, Pariz, Francija. 
Velja za enega pomembnejših voditeljev francoske revolucije. Njegova vloga v začetku revolucije je bila sporna, mnogi zgodovinarji ga opisujejo kot glavno silo strmoglavljenja monarhije in povezujejo z vzpostavitvijo Prve francoske republike.

## Življenje
Bil je rojen v ugledni družini, očetu Jacquesu Dantonu in mami Mary Camus. Po opravljeni šoli je postal advokat v Parizu. Kmalu se je poročil z Antoinette Gabrielle Charpentier in postal oče treh sinov. V času Dantonove misije v Belgiji leta 1793 je umrla njegova žena in z njo njegov najmlajši sin. Dantona je smrt tako prizadela, da je zaposlil kiparja Clauda Andrea Deseina, ga ponoči pripeljal na pokopališče, kjer je bila pokopana njegova žena ter ga prisilil, da izkopal njeno truplo in naredil mavčni model ženine posmrtne maske. Nekaj let po njegovi smrti je poročil Louise Sébastienne Gély, ki je vzgajala njegova sinova.

## Družbeni vzpon
Leta 1787, pred začetkom revolucije, je postal odvetnik na kraljevem sodišču. Z začetki revolucije je Danton s pomočjo govorniškega talenta in prepričljivosti pridobil množično podporo ljudstva. Osvojil je veliko vpliva z zagovarjanjem demokratičnih zahtev kluba Kordeljerjev (Club des Cordeliers). Dolgo časa je menil, da je potrebno ohraniti monarhijo, vendar močno omejiti moč monarha. Tudi po spodletelem poskusu pobega kralja Ludvika XVI. z družino (21. junij 1791), Danton še ni bil naklonjen ukinitvi monarhije in se je zavzemal za ustavno ureditev. Julija 1791 je sumil, da se bo zgodila kontrarevolucija in je za nekaj mesecev pobegnil v Anglijo.
Z vrnitvijo v Pariz, septembra 1791, se je Danton priključil revolucionarnemu gibanju in se s stališči približal anti-monarhističnim jakobincem. V revolucionarni vladi je zasedel mesto ministra za pravice. Leta 1792 je sledilo temno obdobje Terorja. Avgusta in septembra so avstrijske in pruske čete napadale Pariz. V tem času je Danton s pomočjo ogromne energije, samo-pobude in z odločnostjo pozival ljudi, naj stopijo skupaj in branijo svojo domovino. Leta 1792 so ga izvolili za člana Narodnega konventa, leto za tem pa se je pridružil prvemu odboru za javno varnost in tam postal de facto vodja revolucije. Veliko pozornosti je namenil povpraševanju o tuji politiki in zagovarjal idejo o naravnih mejah ter s tem zavračal plane revolucijske vojne, tj. prisilno uničenje fevdalnega sistema in drugih držav.

## Dantonov padec
Nasprotovanje med montanjarji (najbolj radikalnimi, levimi jakobinci) in žirondisti se je zaostrovalo in Danton, ki je pripadal prvi struji, je poskušal doseči premirje med nasprotnima stranema. Njegov posredniški položaj proti žirondistom je prisilil jakobince, da so njega in njegove podpornike izključili iz odbora za javno varnost ustanovljenega julija 1793. Jeseni leta 1793 se je Danton začasno umaknil na podeželje, kjer se je posvetil zasebnim zadevam in povečanju svojega bogastva. Kljub umiku pa je še vedno sledil vsem političnim dogodkom.
Med letoma 1793-94 se je desna struja jakobincev (ta vključuje ljudi, ki so se združevali okoli Dantona, mdr. C. Desmoulinsa in Fabre d`Eglantineja) oblikovala v opozicijo. Zahtevali so ublažitev revolucionarnega terorja in odpravo maksimalnega zakona ter ostro napadli jakobinsko oblast. Sodišče jim je 2. aprila 1794 sodilo in 5. aprila 1794 so bili Danton in ostali obglavljeni. Njegove zadnje besede so bile: »Ne pozabite pokazati moje glave, vredno jo je videti."

## Znameniti izreki
Danton je znan predvsem po njegovih znamenitih izrekih:
- "Po kruhu je izobrazba prva potreba človeka.
- "Če želimo nekoga premagati, si moramo upati, še vedno upati in vedno upati."
- "Drznost, ponovna drznost, večna drznost."
- "Bolje biti giljotiniran, kot giljotinirati."